# Episodi di Kirby Buckets (seconda stagione)
La seconda stagione della serie televisiva Kirby Buckets è trasmessa in prima visione assoluta negli Stati Uniti dal canale pay Disney XD dal 7 ottobre 2015, mentre in Italia dal 22 marzo 2016.
| nº | Titolo originale                    | Titolo italiano                  | Prima TV USA     | Prima TV Italia  |
| -- | ----------------------------------- | -------------------------------- | ---------------- | ---------------- |
| 1  | Failure to Launch                   | Lancio fallito                   | 7 ottobre 2015   | 23 marzo 2016    |
| 2  | The Gil in My Life                  | Gil nella mia vita               | 14 ottobre 2015  | 24 marzo 2016    |
| 3  | The School Spirit                   | Lo spirito scolastico            | 21 ottobre 2015  | 22 marzo 2016    |
| 4  | War and Pizza                       | Guerra e pizza                   | 28 ottobre 2015  | 25 marzo 2016    |
| 5  | The Kirbinator                      | La giornata della burla          | 4 novembre 2015  | 28 marzo 2016    |
| 6  | Balloonacy!                         | Il trucco del clown              | 18 novembre 2015 | 29 marzo 2016    |
| 7  | Kirby Sells Out                     | Arte contro arte                 | 25 novembre 2015 | 30 marzo 2016    |
| 8  | It's a Kirbyful Life                | Una vita da Kirby                | 30 novembre 2015 | 1 aprile 2016    |
| 9  | Atta Boy                            | Bravo bravissimo                 | 2 dicembre 2015  | 31 marzo 2016    |
| 10 | I, Gregory                          | Gregory il robot                 | 27 gennaio 2016  | 4 aprile 2016    |
| 11 | Weekend with Inga                   | Weekend con Inga                 | 10 febbraio 2016 | 5 aprile 2016    |
| 12 | Ripper Impossible                   | Operazione Derisione Impossibile | 17 febbraio 2016 | 6 aprile 2016    |
| 13 | Kirby to the Max                    | Kirby in punizione               | 24 febbraio 2016 | 7 aprile 2016    |
| 14 | Oh Bros, Where Are Thou?            | Kirby nemico pubblico            | 2 marzo 2016     | 29 ottobre 2016  |
| 15 | Twinsies                            | Gemellini                        | 9 marzo 2016     | 29 ottobre 2016  |
| 16 | Say Uncle                           | Lo zio Leon                      | 16 marzo 2016    | 30 ottobre 2016  |
| 17 | When Mitchell Met Dad               | Mitchell, ti presento papà       | 23 marzo 2016    | 30 ottobre 2016  |
| 18 | Mitchell's Gauntlet                 | La sfida di Mitchell             | 30 marzo 2016    | 5 novembre 2016  |
| 19 | Call of Doodie                      | Il vecchio "ricordino" del cane  | 20 giugno 2016   | 5 novembre 2016  |
| 20 | Tunnel Babies                       | L'eroica Dawn                    | 27 giugno 2016   | 6 novembre 2016  |
| 21 | Buckets of Money                    | La ricchezza dà alla testa       | 11 luglio 2016   | 6 novembre 2016  |
| 22 | Torched                             | Un atleta speciale               | 25 luglio 2016   | 12 novembre 2016 |
| 23 | Me Time: The Ballad of Mack and Mom | Una band anni '90                | 15 agosto 2016   | 12 novembre 2016 |
| 24 | The Battle of Ballots               | Corsa alla presidenza            | 22 agosto 2016   | 13 novembre 2016 |
| 25 | The Goods                           | Il talento perduto               | 29 agosto 2016   | 13 novembre 2016 |